# Васильев, Владимир Викторович (учёный)
Владимир Викторович Васильев — профессор, доктор технических наук, лауреат Государственной премии Российской Федерации в области науки и техники.
Родился 13 июля 1930 года. Вырос в Макеевке.
После окончания Донецкого политехнического института (1954) работал на Ново-Краматорском машиностроительном заводе в должностях от мастера механического цеха до руководителя сектора испытаний машин. Был одним из инициаторов создания экспериментального цеха.
В 1962 г. защитил кандидатскую диссертацию «Исследование напряжений в угловых элементах несущих деталей прокатных станов и прессов».
С 1962 г. заведующий лабораторией Краматорского НИИПТМАШ (Донецкая область).
С 1964 по 1973 г. — в той же должности в Донецком институте горной механики и технической кибернетики им. М.М. Федорова, одновременно - заместитель директора по научной работе.
С 1973 г. — заведующий лабораторией Института горного дела им. А. А. Скочинского.
С 2003 г. — научный сотрудник НТЦ «Промышленная безопасность».
Профессор, доктор технических наук. Автор свыше 200 публикаций.
Лауреат Государственной премии Российской Федерации в области науки и техники за 1992 год - за разработку и внедрение в угольной промышленности Кузбасса и восточных регионов России прогрессивных композиционных материалов, ресурсосберегающих технологий и оборудования. Награждён орденом Трудового Красного Знамени, знаками «Шахтерская слава» трех степеней.
Живёт в Люберцах (2015).
Сочинения:
- Концентрация напряжений в угловых элементах и деталях ступенчатой формы [Текст]. - Москва : Машгиз, 1962. - 74 с. : черт.; 21 см.
- Технология физико-химического упрочнения горных пород [Текст] / В. В. Васильев, В. И. Левченко. - Москва : Недра, 1991. - 266, [1] с. : ил.; 22 см.; ISBN 5-247-01475-8
- Опыт эксплуатации турбокомпрессоров в шахтных условиях [Текст] / В. В. Васильев, В. П. Паршинцев. - Москва : ЦНИЭИуголь, 1973. - 44 с. : ил.; 21 см.
- Полимерные композиции в горном деле [Текст] / В. В. Васильев ; отв. ред. Н. Ф. Кусов ; И-н горн. дела им. А. А. Скочинского. - Москва : Наука, 1986. - 294, [1] с. : ил.; 22 см.
- Прочность цилиндрических оболочек из армированных материалов [Текст] / А. Н. Елпатьевский, В. В. Васильев. - Москва : Машиностроение, 1972. - 168 с. : черт.; 22 см.
- Физико-химическое воздействие на массивы горных пород и угля : Обзор / [Докукин А. В., Васильев В. В.]. - М. : ЦНИЭИуголь, 1982. - 50 с. : ил.; 20 см.